# Philippe Houben
Philippe Jean Louis Houben (* 4. Juni 1881 in Brüssel; † unbekannt) war ein belgisch-französischer Schwimmer und Wasserballspieler.

## Karriere
Houben war 1900 Teilnehmer der Olympischen Spiele in Paris. Trotz seiner belgischen Staatsbürgerschaft zu Zeiten der Spiele, nahm er für das französische olympische Komitee teil. Im Mannschaftswettbewerb über 200 m gewann er mit den Schwimmern von Pupilles de Neptune de Lille die Bronzemedaille, obwohl er seinen Lauf nicht antrat. Mit Pupilles de Neptune de Lille nahm er außerdem am Wettbewerb im Wasserball teil. Hier verlor die Mannschaft in der ersten Runde gegen die späteren Zweitplatzierten vom Brussels Swimming and Water Polo Club aus Belgien. 1939 nahm Houben die französische Staatsbürgerschaft an.